# Karl von Luz
Karl Luz, ab 1880 von Luz, (* 3. August 1824 in Altensteig; † 6. November 1899 in Stuttgart) war ein württembergischer Verwaltungsbeamter und Politiker.

Oberamtmann Karl von Luz

## Leben
Karl Luz besuchte die Lateinschule und die Realschule in Altensteig, danach das Gymnasium in Stuttgart. Von 1843 bis 1846 studierte er an der Eberhard Karls Universität Tübingen Regiminalwissenschaft. 1845 wurde er Mitglied des Corps Guestphalia Tübingen. Nach den beiden Verwaltungsdienstprüfungen begann er als Probereferendar beim Oberamt Calw und bei der Regierung des Neckarkreises in Ludwigsburg. 1846 Hilfsarbeiter bei der Stadtdirektion Stuttgart, 1847 bis 1849 Aktuariatsverweser beim Oberamt Cannstatt. 1849 bis 1853 war er Oberamtsaktuar in Künzelsau und Neresheim. Von 1853 bis 1856 war er Stadtdirektionsaktuar bei der Stadtdirektion Stuttgart und Hilfsarbeiter bei der Armenkommission in Stuttgart. Weitere Stationen waren die Regierung des Donaukreises in Ulm und die Zentralstelle für Gewerbe und Handel. 1861 bis 1866 war Karl Luz dann Oberamtmann in Welzheim und 1866 bis 1870 in Neuenbürg. 1870 bis 1874 hatte er dieses Amt in Heidenheim inne. 1874 wurde er Regierungsrat, 1877 Oberregierungsrat und 1882 Regierungsdirektor und Vorstand der Regierung des Schwarzwaldkreises in Reutlingen. 1887 erhielt er den Titel Regierungspräsident, 1896 trat er in den Ruhestand. Luz wurde auf dem Pragfriedhof in Stuttgart bestattet. Er war der Großvater mütterlicherseits von Erwin Rommel.

## Politik
Luz war von 1876 bis 1877 Abgeordneter des Oberamts Heidenheim in der Zweiten Kammer der Württembergischen Landstände, seit 1880 bis zu seinem Tod für den Oberamtsbezirk Nagold. Er war Mitglied der Landespartei.

## Ehrungen
- 1876 Orden der Württembergischen Krone, Ritterkreuz 2. Klasse
- 1880 Ritterkreuz 1. Klasse des Ordens der württembergischen Krone, Nobilitierung
- 1881 Roter Adlerorden 3. Klasse
- 1882 Ehrenkreuz II. Klasse des Fürstlichen Hausordens von Hohenzollern
- 1884 Friedrichs-Orden, Kommenturkreuz 2. Klasse
- 1889 Kommenturkreuz des Ordens der Württembergischen Krone
- 1891 Olga-Orden
- 1896 Kommenturkreuz 1. Klasse des Friedrichs-Ordens
- Ehrenbürger von Altensteig
- Ehrenbürger von Reutlingen (1896)